# Viikinoja
De Viikinoja is een beek annex rivier in Zweden, die door de gemeente Haparanda stroomt. Het is onduidelijk waar de beek begint, aangezien dat in een gebied is, dat vol met moerassen en aansluitende beekjes ligt. De Viikinoja wordt gerekend tot de stroomgebieden van de Torne en de Keräsjoki en mondt nog geen kilometer westelijk van de Vuonon uit in de Viikinlahti, baai van Viiki, een baai aan de Vuonoviken.